# Baldringestenen
Baldringestenen, med signum DR 294, är en runsten vid Baldringe kyrka i Baldringe socken och Ystads kommun i södra Skåne. Stenens ursprungliga plats är okänd. Den avritades 1693 och satt då infogad Baldringes kyrkogårdsmur. Därefter var den försvunnen tills den återfanns 1884-85 i samband med en ombyggnad. Stenen restes då åter och står idag tretton meter väster om kyrkans västra gavel.

## Inskriften
Translitterering av runraden:
÷ þurkisl × sati × kubl × þausi × aftiʀ × tuma × sban ÷ ¶ ÷ fruþaʀ ' sun × faþur × sin ÷ harþa ÷ kuþan ÷ ¶ ÷ þikn
Normalisering till rundanska:
Þorgisl satti kumbl þøsi æftiʀ Toma Span Frøþaʀ sun, faþur sin, harþa goþan þægn.
Översättning till nusvenska:
Torgils (Truls) satte dessa minnesmärken efter sin fader Tomme den spåkunnige, Fröds son, en mycket duglig tägn.